# Scolesa analis
Scolesa analis är en fjärilsart som beskrevs av Rothschild 1907. Scolesa analis ingår i släktet Scolesa och familjen påfågelsspinnare. Inga underarter finns listade.